# Drosophila amita
Drosophila amita är en tvåvingeart som först beskrevs av Elmo Hardy 1965.  Drosophila amita ingår i släktet Drosophila och familjen daggflugor. Inga underarter finns listade i Catalogue of Life.
Artens utbredningsområde är Hawaii.